# Martín Blaszko
Martín Blaszko (Berlín, 1920 - Buenos Aires, 9 de agosto de 2011) fue un escultor argentino de origen judeo-alemán. Emigró a la Argentina en 1939, evitando el pleno auge del nazismo en su Alemania natal. Estudió en Europa con Jankel Adler y Enrique Barczinski. En 1945 tomó contacto con Carmelo Arden Quin y participó en el lanzamiento del grupo MADI. 
En 1952 fue premiado por el Institute of Contemporary Art of London por su proyecto “Monumento al Prisionero Político Desconocido” exhibido en The Tate Gallery of London. El mismo año integró la representación argentina para la Bienal de Sao Paulo (selección de Julio E. Payró). 
En 1956 representó a la Argentina en la XXVIII Bienal de Venecia y en 1958 en la Feria Internacional de Bruselas. Este mismo año recibió la medalla de Bronce otorgada por el Senado de la Nación y al año siguiente recibió el Primer Premio Salón de Mar del Plata.
En 1960 ganó el Premio Manuel Belgrano de la Ciudad de Buenos Aires, e integró la representación argentina para la Bienal de Venecia.
En 1973 recibe la Medalla de Oro del Parlamento Argentino. En 1986 ganó el Primer Premio en el concurso “Homenaje al día internacional de la Paz”. 
En 1990 formó parte de la exposición Latin American Artists of the XX Century, organizada por el Museum of Modern Art (MOMA) de Nueva York.
En el 2001 realizó una exposición individual en el Museo de Arte Moderno de Buenos Aires (MAMbA). Ganó los primeros premios en el Salón de Córdoba y en el Salón de la Ciudad de La Plata, Bs. As. Sus obras forman parte de varias colecciones de Museos de la República Argentina como el Museo Rosa Galisteo de la Ciudad de Santa Fe.
Su obra El canto del pájaro que vuela está emplazada en Utsugushi-Ga-Hara, Japón. En 2001, integró la recordada muestra Arte Abstracto en el Río de la Plata en la American Society de Nueva York.
A comienzos del 2007 participó de la exposición “Vasos Comunicantes, Vanguardias Latinoamericanas y Europa, 1900-1950” Museo de Arte Contemporáneo Esteban Vicente, Castilla y León, España. Su obra se exhibe actualmente en Italia, Francia, Alemania y Estados Unidos (Museo MADI, Dallas y Aldo Castillo Gallery, Chicago.)
Blaszko tuvo su homenaje en el Malba en 2010, con una muestra de esculturas en la terraza del museo, realizadas en bronce y aluminio pintado. Logró expresar con una particular sensibilidad la necesidad, casi una urgencia, de establecer diálogos con el potencial espectador en el espacio público, al que defendía de poluciones visuales y otros males.
Sus trabajos integraban las colecciones de Carlos Pedro Blaquier, del Malba, del MoMA, de Nueva York, y de la Tate Gallery, de Londres.